# Treia
Treia è un comune italiano di 9 035 abitanti della provincia di Macerata nelle Marche.

## Geografia fisica

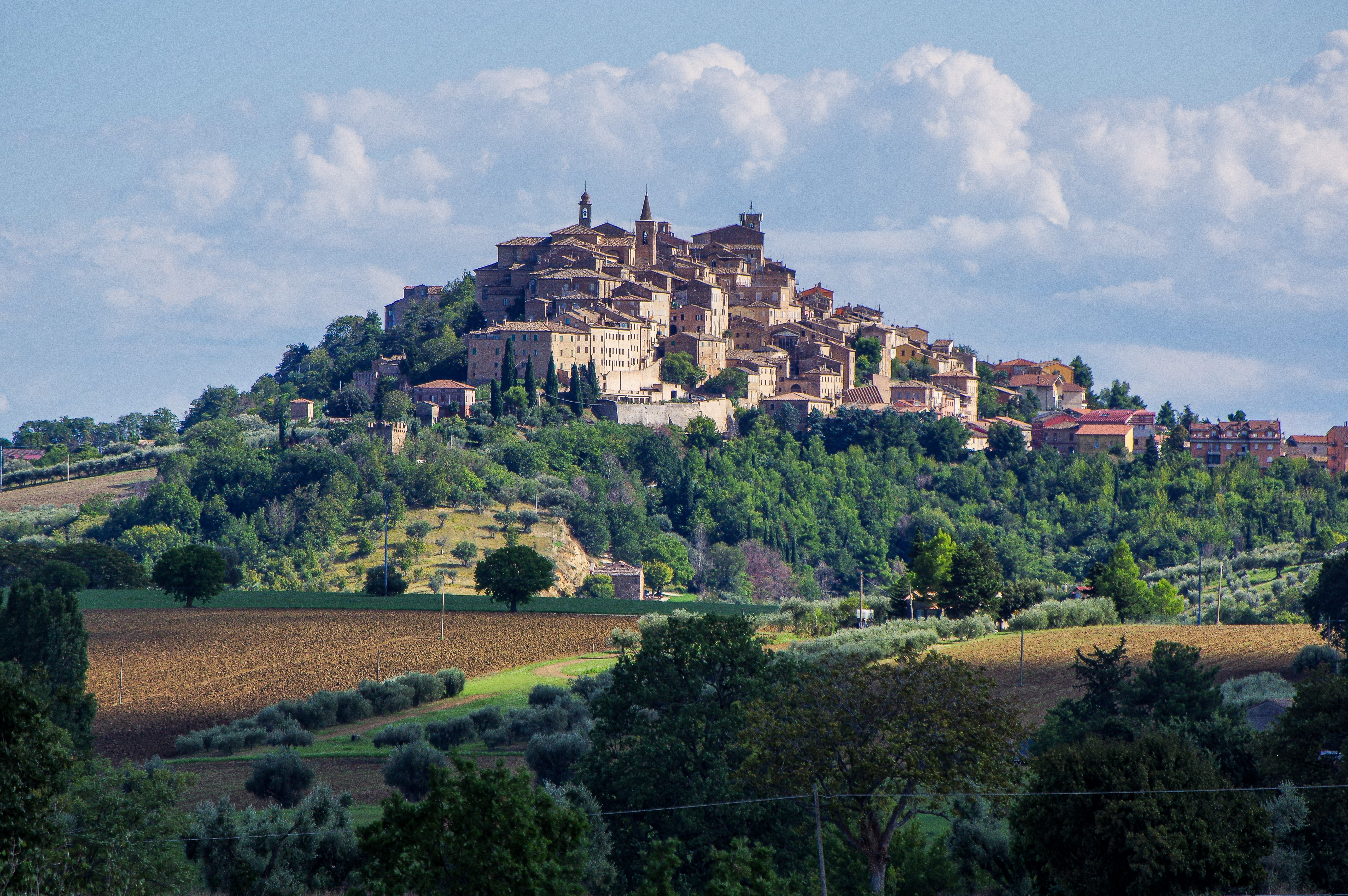
Veduta panoramica

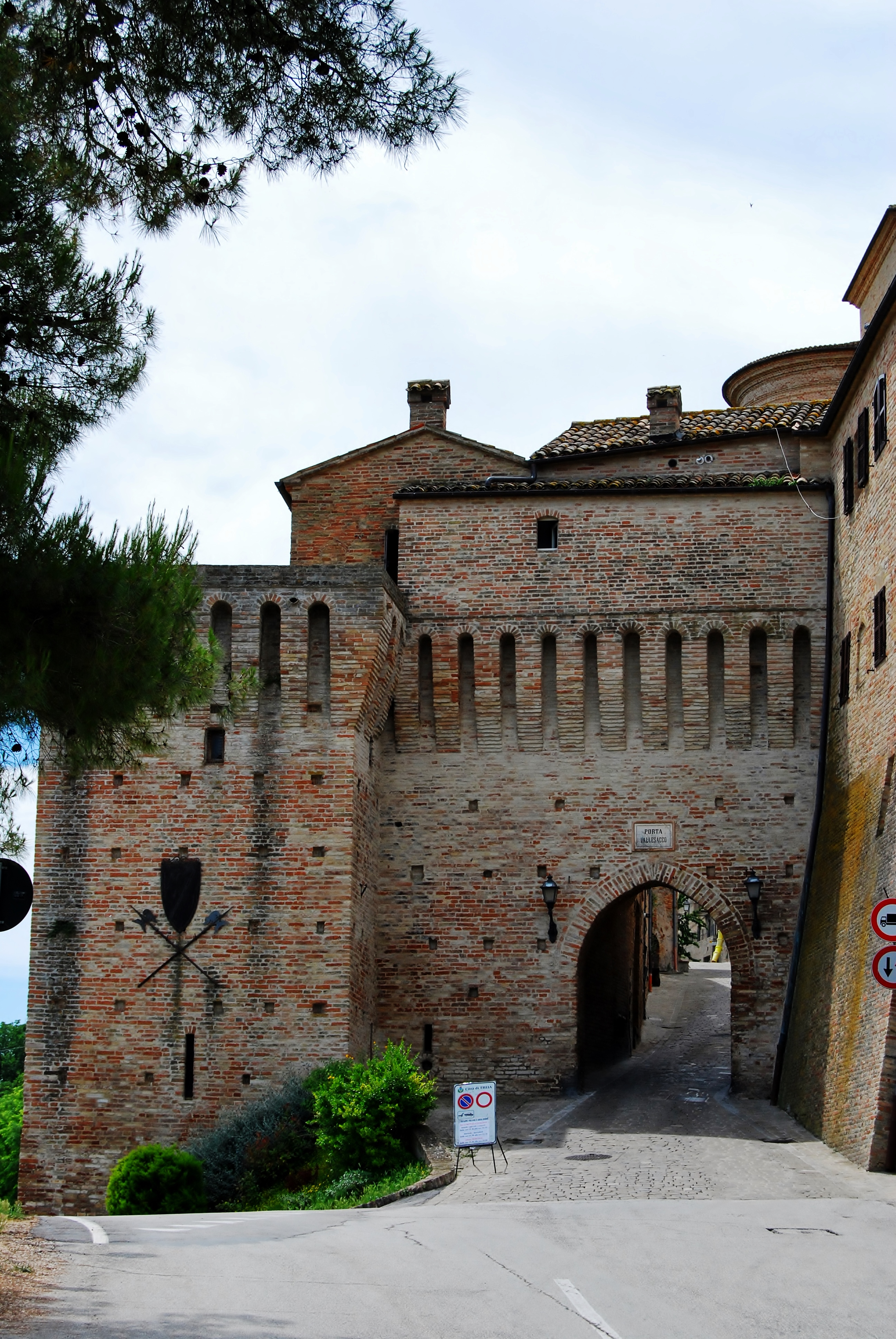
Porta Vallesacco

Treia è un comune situato a nord della valle del Potenza. Il centro storico è posto su una lunga e stretta sella di arenaria dalla quale è visibile tutta la valle.
Il borgo classificato uno de I borghi più belli d'Italia.

## Storia
Fondata in epoca pre-romana probabilmente dai Piceni o addirittura dai Sabini verso il 380 a.C., l'antica Treia sorgeva nella zona del santuario del Santissimo Crocifisso, circa 2 km a valle verso nord-ovest, ove in un campo è ancora visibile la forma di un anfiteatro, ed è possibile ancora trovare frammenti di epoca romana, oltre a quelli inseriti nei muri del convento. 
Prende nome da quello della dea Trea-Jana, divinità di origine greco-sicula che qui era venerata; prima colonia romana, poi municipio (109 a.C.), raggiunse una buona estensione urbana e notevole importanza militare. Treia fu distrutta una prima volta dai Visigoti nel V secolo e poi, tra il IX e X secolo, dai Saraceni, per cui gli abitanti la ricostruirono su tre piccoli colli vicini che permettevano una più facile difesa, dandole anche il nuovo nome di Montecchio (Monticulum o Monteclum, "piccolo monte').
Intorno all'XI-XII secolo, riuscì a darsi un proprio ordinamento comunale (nel 1157 si fa menzione dei due consoli) e ad avere una precisa fisionomia, tanto che fu costruito un imponente sistema difensivo comprendente i tre castelli dell'Onglavina, dell'Elce e del Cassero, la cerchia muraria e le diverse porte d'accesso. Nell'ambito dei contrasti tra Papato e Impero, la città fu cinta d'assedio una volta nel 1239, dall'esercito di Re Enzo, figlio naturale di Federico II di Svevia, e nel 1263, da quello di Corrado d'Antiochia, nipote di Federico II, sempre senza successo. Riuscirono anzi a far prigioniero lo stesso Corrado (si narra fingendo di arrendersi e calando la saracinesca della porta appena entrato Corrado con tutto lo stato maggiore), che però tornò in libertà dopo due mesi di prigionia nel castello del Cassero, forse per il tradimento del podestà Baglioni, lasciatosi corrompere dal nemico.
Dal XIV secolo fece parte del Ducato dei Varano di Camerino, fu sotto il dominio di Francesco Sforza, e passò poi allo Stato della Chiesa nel 1447.
Nel 1790 Pio VI con la bolla Emixum animi nostri stadium del 2 luglio la eresse al rango di "città", con l'antico nome di Treia. A lui fu dedicato nel 1795 il monumento nella piazza di fronte al palazzo comunale e dominante l'antica arena del gioco del pallone col bracciale, oggi parcheggio.
Treia fece parte dello Stato della Chiesa fino al 1860 quando, dopo la battaglia di Castelfidardo, fu annessa al Regno d'Italia.
La fama di Treia nel corso del Novecento si lega alla figura della scrittrice Dolores Prato che ambienta qui il suo più celebre romanzo. Il treiese Luigi Spadolini fu il nonno del politico Giovanni Spadolini.

### Simboli
Lo stemma è stato riconosciuto con DCG del 22 settembre 1937.
Il gonfalone è un drappo rettangolare di rosso.

## Monumenti e luoghi d'interesse

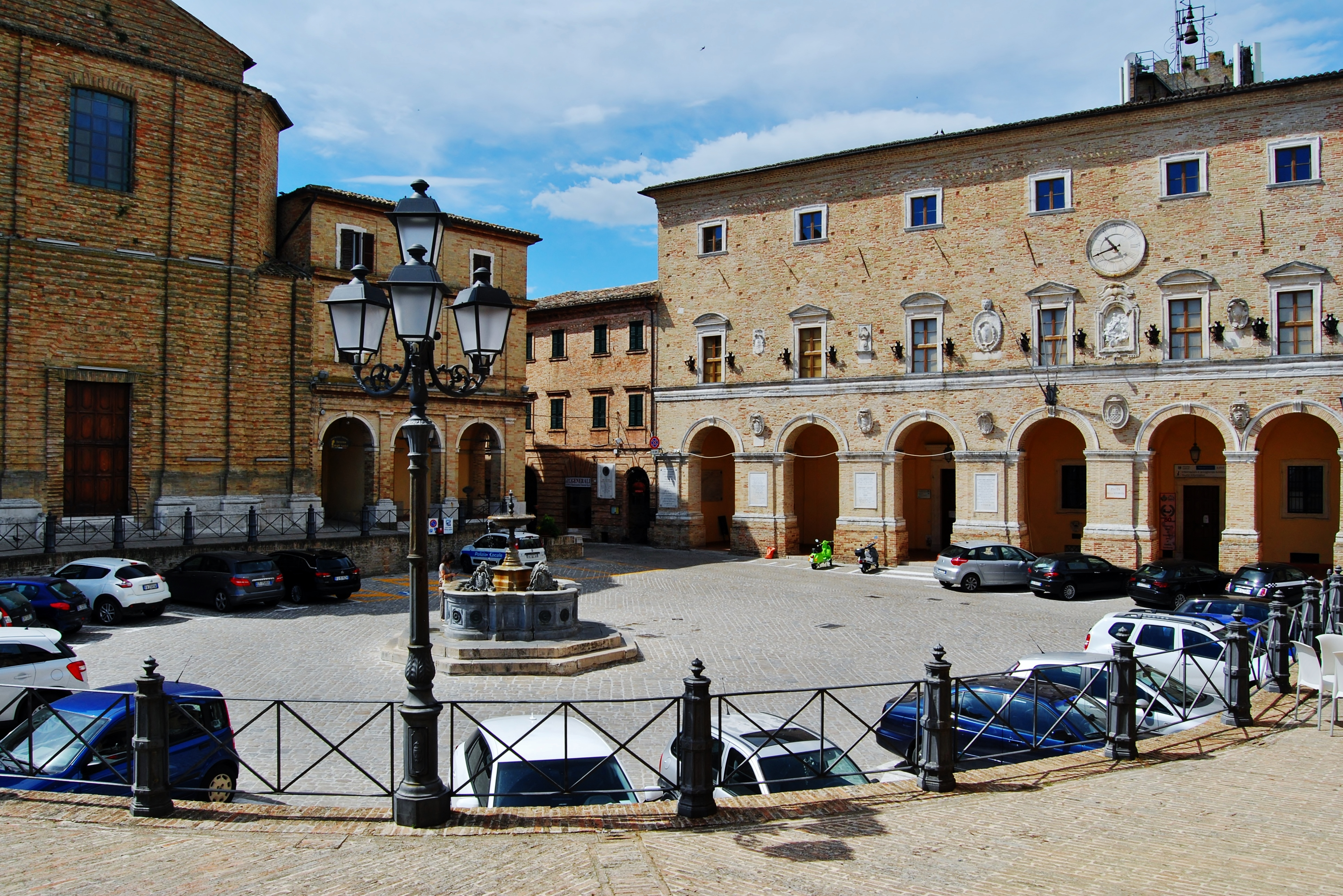
Piazza della Repubblica.

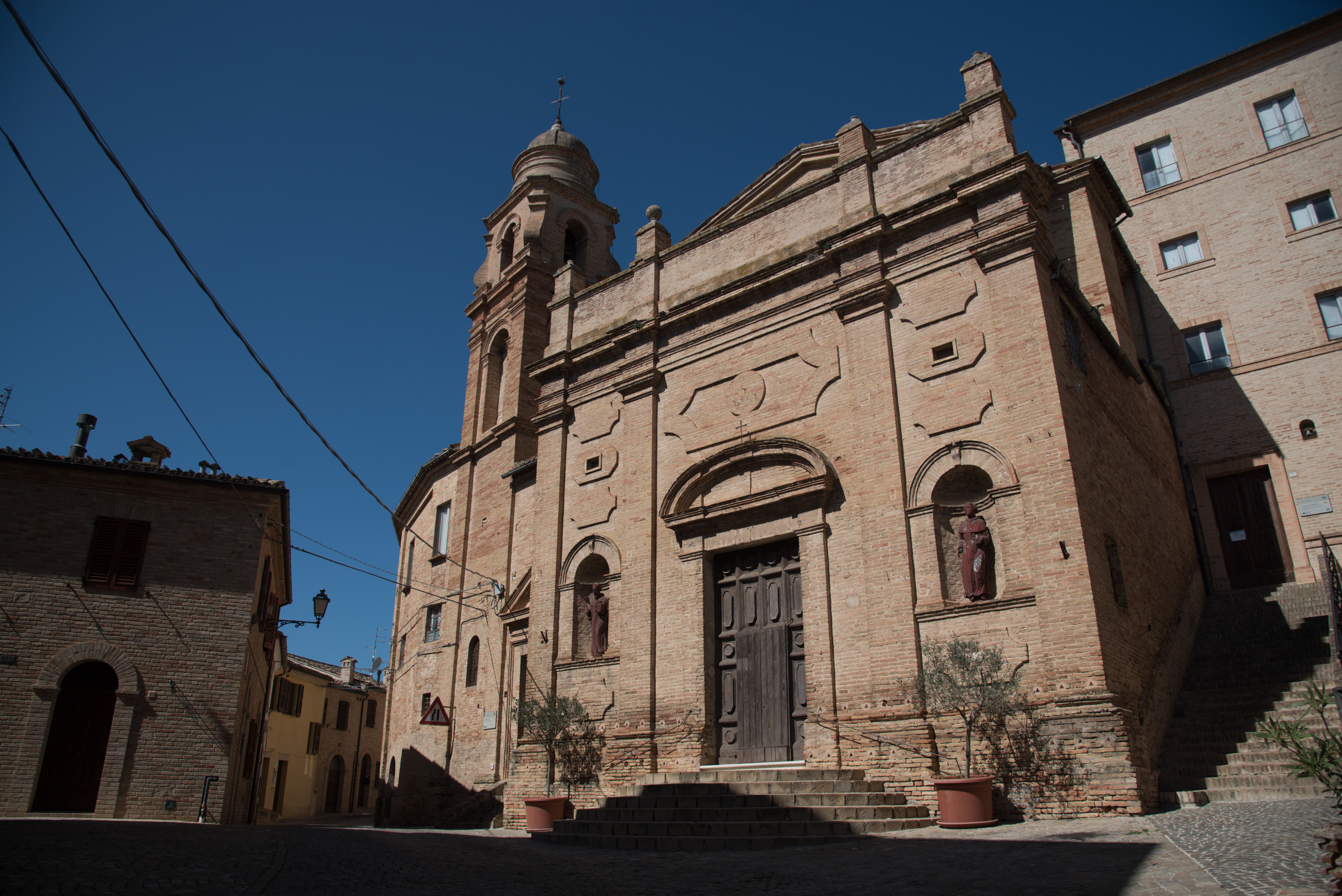
Chiesa di Santa Chiara.

### Architetture religiose
- Concattedrale della Santissima Annunziata
- Chiesa di San Filippo[6] - Situata nella settecentesca piazza della Repubblica, fu edificata sulle rovine della precedente chiesa di S. Antonio Abate tra il 1766 ed il 1773 dai Filippini su progetto dell’architetto lombardo Carlo Augustoni[7]. La facciata venne invece disegnata dall’architetto Giovanni Antinori[7]. Tra le opere va ricordato il crocifisso del XIII secolo, e poi le sculture di Gioacchino Varlè, dipinti di Prospero Mallarmino, Pasquale Ciaramponi da Treia, Giacomo Falconi da Recanati. Nelle cavità degli altari laterali si conservano poi i corpi ddi quattro martiri Aurelio, Valentino, Castoria, Venusta[7].
- Chiesa di San Francesco[8] - nel convento ha sede il Museo Civico Archeologico con reperti dell'età neolitica. I materiali custoditi testimoniano il legame con la civiltà egizia.[7]
- Chiesa di Santa Maria del Suffragio[9]
- Chiesa di San Michele[10]: all'interno, all'altare maggiore, è una pala con lo Sposalizio mistico di Santa Caterina di Antonio Liberi da Faenza, databile all'inizio del terzo decennio del Cinquecento.[11]
- Chiesa di Santa Chiara[12]
- Santuario del Santissimo Crocifisso[13] - costruito sul sito di una antica Pieve.[7]
- Chiesa parrocchiale di Sant'Ubaldo
- Chiesa della Madonna del Ponte
- Chiesa della Madonna della Pace
- Chiesa parrocchiale di San Lorenzo[14]
- Abbazia di Santa Maria in Selva[15]
- Chiesa parrocchiale di Santa Lucia
- Chiesa parrocchiale dei Santi Vito e Patrizio

### Architetture civili
- Palazzo comunale. Risultato della fusione dei palazzi della Comunità e dell'Abbondanza, ospita al piano nobile la Pinacoteca ricca dei ritratti della nobiltà treiese.[7]
- Accademia Georgica.
- Teatro Comunale, vero gioiello riccamente decorato, possiede un magnifico sipario storico: un'enorme tela raffigurante la battaglia di Vallesacco del 1263.[7]
- Villa Voglia, in contrada Vallonica.
- Villa Valcerasa.
- Villa Sala, a Passo di Treja. La più antica, con una pregevole cappellina.[16]
- Villa "Dolce Riposo", con facciata a loggiato e timpano.[16]
- Villa Spada anche conosciuta come Villa La Quiete:[17][18] opera dell'architetto neoclassico Giuseppe Valadier, proprietà pubblica ora in corso di recupero dopo un lungo periodo di abbandono.[19]
- Villa Votalarca, realizzata da Andrea Vici, con giochi d'acqua ad abbellire il giardino e la ricostruzione della grotta della Sibilla.[16].
- Casone Pellicani [20].
- Villa Valcampana.
- Villa Carnevali.
- Palazzo delle Cento Finestre.
- Villa Pignotti ora "Cortese".
- Villa Molle.

### Architetture militari
- Cinta muraria di Treia [21]
- Torre del Mulino [22]

### Aree archeologiche
- Area archeologica di Trea[23]

## Società

### Evoluzione demografica
Abitanti censiti

## Cultura

### Biblioteche
- Archivi e Biblioteca dell' Accademia Georgica[25]

### Musei
- Pinacoteca Comunale [26] in cui si trova un quadro di dimensioni molto grandi del 1673 di Agostino Bonisoli raffigurante i Protomartiri francescani[27].
- Museo civico archeologico di Treia[28]

### Tradizioni e folclore
- Dal 1966 si svolge il carnevale Passotreiese con la tradizionale sfilata di carri.
- Vi si svolge dal 1979 la disfida del Gioco del pallone col Bracciale.[29]

## Amministrazione
| Periodo          | Periodo         | Primo cittadino   | Partito              | Carica      | Note    |
| ---------------- | --------------- | ----------------- | -------------------- | ----------- | ------- |
| 23 aprile 1995   | 13 giugno 2004  | Franco Capponi    | coalizione di centro | Sindaco     |         |
| 13 giugno 2004   | 25 maggio 2014  | Luigi Santalucia  | lista civica         | Sindaco     |         |
| 26 maggio 2014   | 24 giugno 2018  | Franco Capponi    | Treia 2020           | Sindaco     | Sospeso |
| 25 giugno 2018   | 31 ottobre 2018 | Edy Castellani    | Treia 2020           | Vicesindaco | Dimesso |
| 1º novembre 2018 | 27 maggio 2019  | Salvatore Angeri  |                      | Comm. pref. | [ 32 ]  |
| 27 maggio 2019   | 28 maggio 2019  | Franco Capponi    | Treia 2030           | Sindaco     | Sospeso |
| 28 maggio 2019   | 24 luglio 2020  | David Buschittari | Treia 2030           | Vicesindaco | [ 30 ]  |
| 25 luglio 2020   | in carica       | Franco Capponi    | Treia 2030           | Sindaco     | [ 34 ]  |

## Sport

### Calcio
Il comune vanta diverse società sportive: Treia stessa è la sede dell'Aurora Treia, club storico della città. Fondata nel 1966, l'Aurora milita attualmente in Promozione, e può anche vantare una formazione di calcio a 5, che milita nella Serie D gestita dalla LND.
Nel 2013 è stata fondata un'ulteriore società nel capoluogo comunale, la Treiese, la cui squadra di calcio milita in Seconda categoria; la propria formazione di calcio a 5 prende invece parte alla Serie A del CSI di Macerata. Il club è inoltre attivo in molte altre discipline sportive, come la pallacanestro, la pallavolo ed il tamburello.
Il Futsal Passo Treia, club di calcio a 5 dell'omonima frazione, disputa anch'esso la Serie D della LND.
Anche nella frazione di Chiesanuova risiede una squadra di calcio: il Chiesanuova, che milita in Eccellenza.
La frazione di Santa Maria in Selva ospita le partite di Seconda categoria dell'Abbadiense.

### Pallavolo
Le Cucine Lube, sponsor principale della Volley Lube, hanno sede nel comune treiese. Il team ha iniziato la sua ascesa nel mondo della pallavolo proprio a Treia, trasferendosi successivamente, per motivi logistici, nella città di Macerata, dove rimarrà per quasi quindici anni. In seguito, nel 2014, la società si "frammenta": il settore giovanile rimane nel capoluogo provinciale, le attività amministrative si svolgono a Treia e la squadra disputa le sue partite a Civitanova.

## Galleria d'immagini

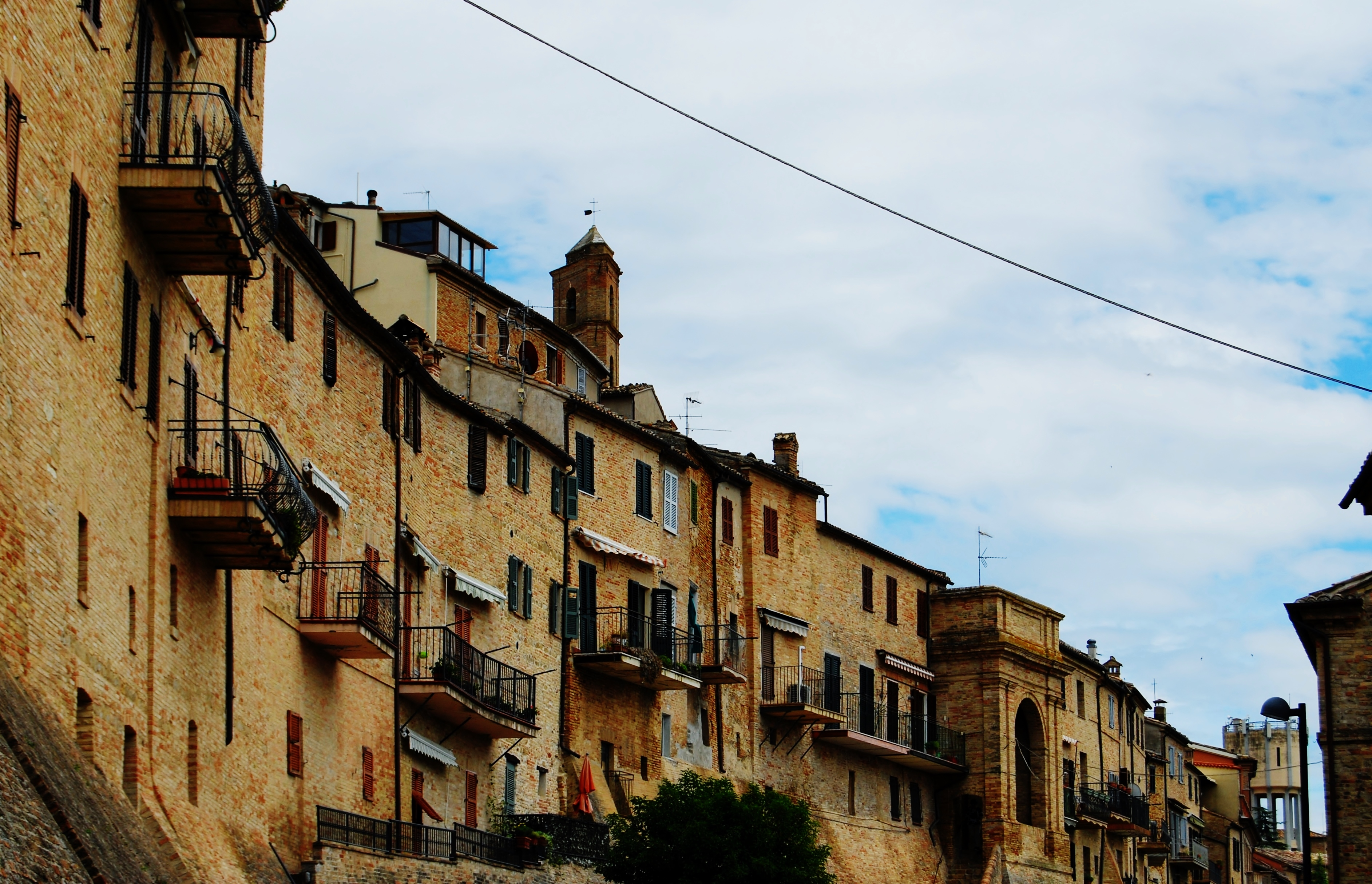
veduta di Treia
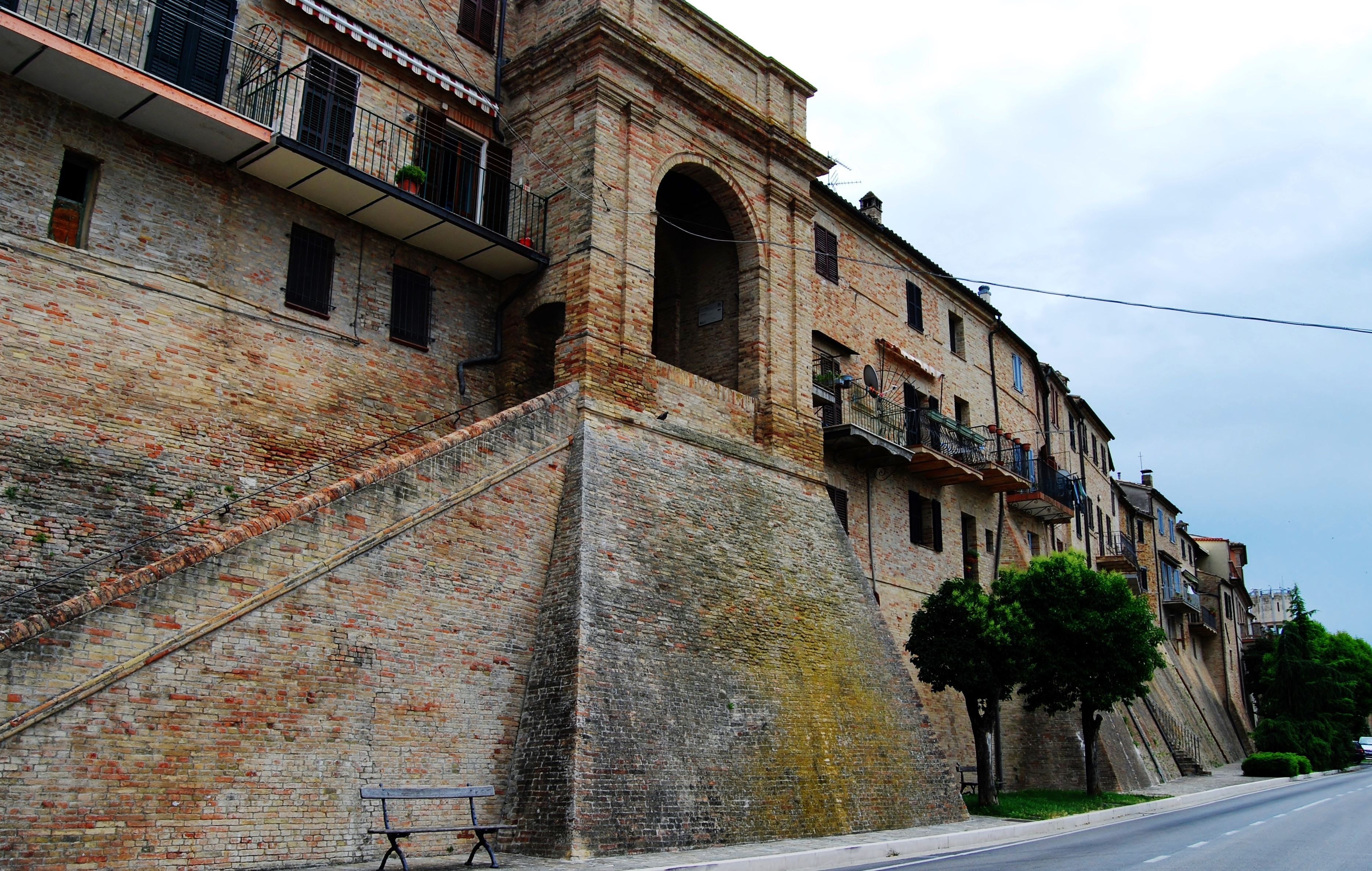
Porta Nuova
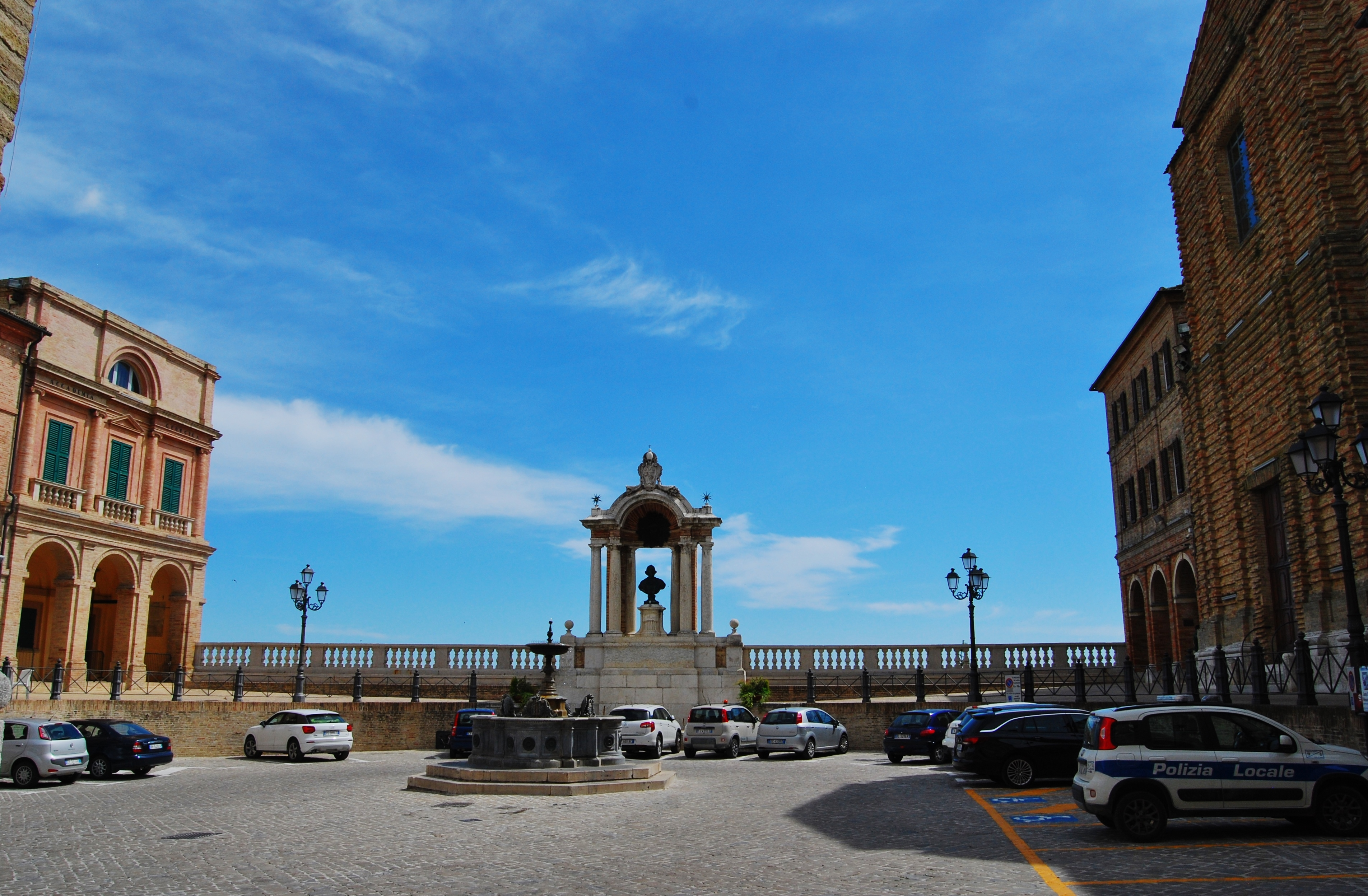
Piazza della Repubblica
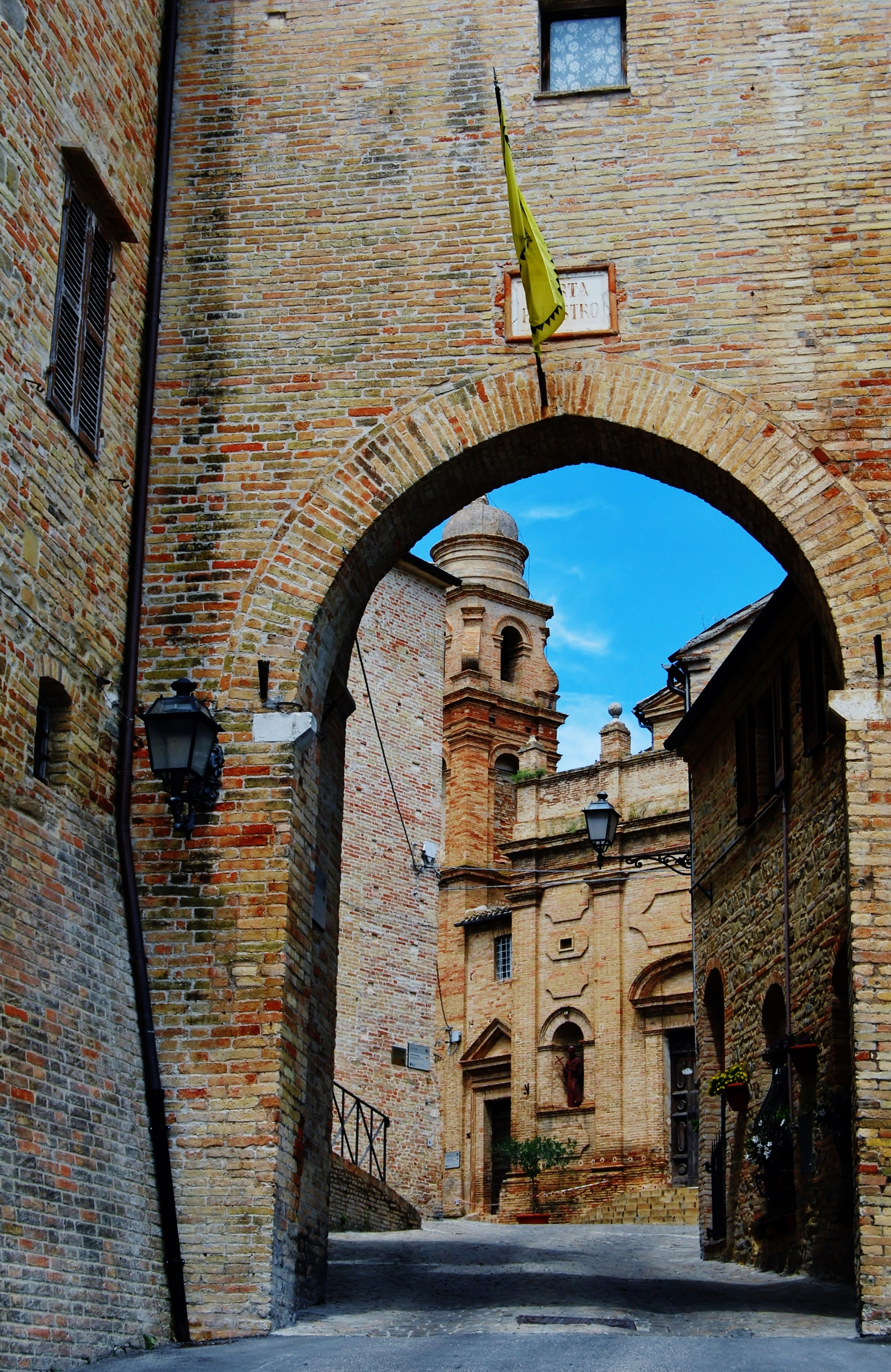
Porta Palestro